# Silencio, estrenamos
Silencio, estrenamos fue una serie de Adolfo Marsillach de 16 capítulos de 30 minutos de estructura serial emitida entre el 17 de abril y el 2 de octubre de 1974 en la Primera Cadena de Televisión española los miércoles a las 22 horas. La realización corrió a cargo de Pilar Miró.

## Argumento

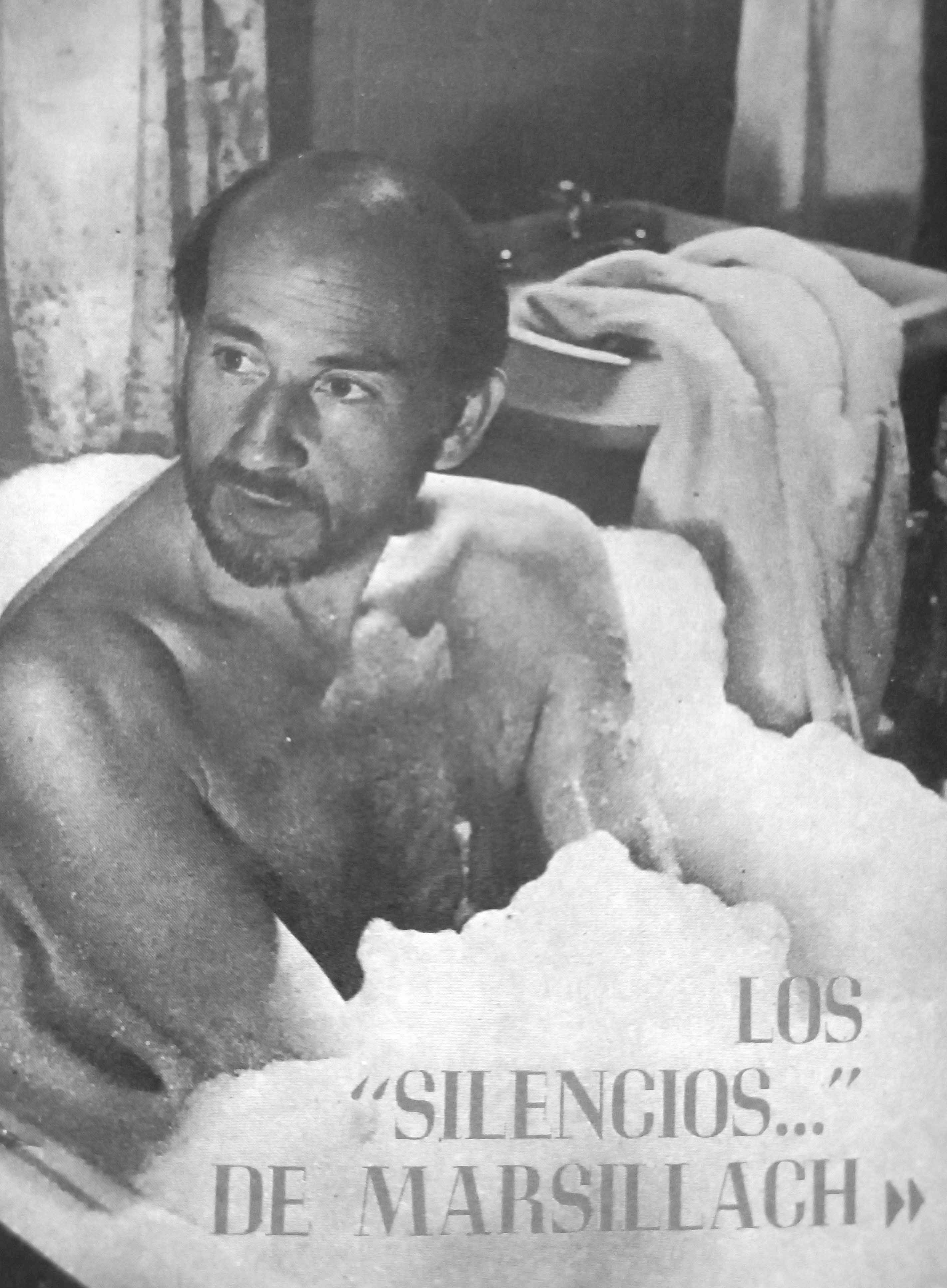
Marsillach en una imagen de la serie.

Al igual que había hecho trece años antes con el cine en Silencio, se rueda, Marsillach se ocupa en esta serie de diseccionar el mundo del teatro, desvelando las presiones, los nervios y las vicisitudes de una compañía teatral cuando cae el telón y todo ello visto a través de los ojos de un autor teatral, cargado de inseguridades y que cuenta con el casi único apoyo de su mujer.

## Comentario
En 1974, el ministro de Información y Turismo, Pío Cabanillas, llama a Adolfo Marsillach para que vuelva a TVE, de donde había sido expulsado en 1966. Quiere que escriba, dirija e interprete una nueva serie de televisión. Se trata de que su regreso y la serie sean una declaración de lo que significa el Espíritu del 12 febrero. Así se llama a la promesa de apertura del régimen que el presidente de Gobierno, Arias Navarro, realiza ese día en las Cortes. Marsillach rueda esta serie posibilista en el contenido y marxista en la forma.

## Reparto
- Adolfo Marsillach ... Autor
- Amparo Baró ... Mujer
- Agustín González ... Director
- Tomás Blanco ... Don Benito
- Charo Soriano ... Primera actriz
- Emilio Gutiérrez Caba ... Periodista
- Myriam De Maeztu
- Félix Rotaeta
- José Orjas
- Erasmo Pascual
- Tota Alba
- José María Caffarel
- Verónica Forqué
- Guillermo Marín
- Blanca Sendino
- Fernando Chinarro
- Amparo Pamplona
- José Enrique Camacho

## Lista y sinopsis de los capítulos[2]
Capítulo 1 (17-4-1974). El autor. Marsillach comenta que va a hacer una anatomía crítica del teatro a través de Fermín Llorens, un autor (Adolfo Marsillach). Este escribe una obra titulada La honradez recompensada que se le ocurre en la bañera y, tras martirizar a su mujer (Amparo Baró) durante el proceso creativo, se la lee a los amigos íntimos, que soportan una tortura.
Capítulo 2 (24-4-1974). El actor empresario. El autor presenta la obra a los concursos literarios. Como no consigue nada, intenta colocársela a una gran estrella de la escena (José María Rodero). Tras resistirse a leerla, en realidad solo lee el primer acto, el primer actor se quita del medio al autor con la promesa de que podría hacerla dentro de dos o tres temporadas, pues tiene ya muchos compromisos. Luego Fermín lo intenta con la actriz preferida de Benavente (María Luisa Ponte), con la que contacta gracias a la complicidad de su doncella (Victoria Vera), pero obtiene igual resultado. Rechaza hacerla porque no se ajusta el papel a su carácter.
Capítulo 3 (1-5-1974). El empresario. Han pasado años y el autor, en una tertulia de café, somete la obra a la opinión de críticos e intelectuales del teatro (Juan Jesús Valverde, Joaquín Hinojosa, Francisco Balcells). Estos ven todo tipo de defectos, de ambigüedades, según las distintas teorías escénicas y las tendencias políticas, fundamentalmente de izquierdas, que defienden. El autor trata de corregir sus opiniones contradictorias con nuevas versiones. Luego contacta con un agente teatral (Antonio Iranzo), que le pide, para estrenar la obra dentro de dos años, el 15% de todos los ingresos y un adelanto de cien mil pesetas. Finalmente, Fermín encuentra un empresario (Tomás Blanco) dispuesto a estrenarla, pero con solo 3 actores, pocos decorados y un director de televisión que dirige la serie Habitación 508 (Agustín González) y que, en cambio, quiere hacer con La honradez recompensada una obra espectacular de “teatro total”.
Capítulo 4 (22-5-1974). La censura. Acompañado del director, el autor asiste al ministerio para hablar con el censor (con “un individuo” se dice en los créditos; Pedro del Río). Personalmente, dice el censor, le gusta la obra, pero como su opinión no cuenta, él está allí para velar por el público. A la espera del dictamen, la mujer de Fermín intenta encontrar influencias políticas y administrativa para que la obra pase la censura. Finalmente, la obra se aprueba, pero autorizada para 18 años y con cambios. Entre ellos, la expresión “¡Ostras!”, porque las Marisquerías Gallegas se pueden sentir heridas, el salto de cama que la mujer lleva al principio de la obra o bien el título definitivo, que debe ser La honradez recompensada… siempre (en España). En una cafetería situada al lado del ministerio, el autor y el director se pelean porque no se han resistido lo suficiente a las exigencias del censor, acusándose el uno al otro de ser cómplices del régimen. El productor, por su parte, considera que las prohibiciones son buenas para promocionar la obra como una obra polémica, una obra que hay que ver por estar a punto de ser prohibida.
Capítulo 5 (29-5-1974). La lectura y el ensayo de mesa. El autor asiste a la convocatoria para que el reparto oiga al autor leer su obra. Pero todos llegan tarde o en medio de la lectura, incluidos Guillermo Marín y Charo Soriano que hacen de sí mismos. Otro día tiene lugar el pase del texto, es decir, cuando los actores leen sus papeles. Pero el autor queda, de nuevo, desconcertado porque no aparecen, entre otros, los dos actores principales y la forma de leer/pasar el texto incomoda al autor, pes es una lectura muy rápida y sin tono.
Capítulo 6 (5-6-1974). La entrevista de promoción. Como el director tiene por padre a un empresario de prensa, este manda, por sugerencia del productor, un periodista para que entreviste al autor y así crear expectación de cara al estreno. Se envía a un periodista de deportes (Emilio Gutiérrez Caba), pero éste resulta que esconde una gran afición al teatro y primero ataca a Fermín, el autor, por estrenar bajo aquellas circunstancias políticas y luego se inventa las respuestas. Cuando sale publicada la entrevista, el autor queda anonadado.
Capítulo 7 (12-6-1974). El ensayo I: el espacio escénico. Fermín quiere asistir a los ensayos, pero la compañía intenta darle esquina. Finalmente, encuentra el lugar donde ensayan y se informa de los cambios: se contrata a “dos hombres que viven juntos” (dos homosexuales) porque cobran menos, la primera figura masculina lleva días sin asistir a los ensayos, se ensaya ante el decorado de otra obra, el director propone una puesta en escena que desconcierta al autor, el escenógrafo (José Maria Pau) ha propuesto un decorado amarillo ante el que la primera actriz se niega actuar, el iluminador piensa que es un espacio escénico lleno de sombras…
Capítulo 8 (26-6-1974). El ensayo II: la dirección de actores. Los actores principales ensayan la obra, pero se enfrentan por su forma distinta de abordar la creación del personaje. El autor no entiende nada de los métodos de interpretación. Simplemente quiere que digan los diálogos. Pero el director le pide que marque la escena, es decir, que él mismo interprete a los personajes para que los actores le copien. Lo hace y el director le censura que su dicción tenga acento catalán. Luego el director se pasa los ensayos marcando la posición de los actores sin importarle el texto, el cual cambian a su capricho de los actores sin tener en cuenta la sintaxis ni la gramática. La fecha del estreno se aproxima y los actores, misteriosamente, van cayendo enfermos. Finalmente, los actores se peleen por la posición de su nombre en el cartel de la obra, en el programa de mano, por el mejor camerino… Por cierto, se olvidan de poner el nombre del autor en el programa de mano.
Capítulo 9 (10-7-1974). Ensayo general I. Tiene lugar el “ensayo general con todo”. Pero, en realidad, nada está listo, todos son gritos, peleas entre los técnicos, insistencia del director, ante el caos, de que “Yo me voy a casa”. No se sabe si los problemas son problemas o los técnicos ponen reparos buscando horas extras, es decir, trabajar toda la noche. El ensayo general con todo se hace con asistencia del claquetista (que toma nota de dónde aplaudir el día del estreno), de la prensa (periodistas, fotógrafos y caricaturistas) y de dos censores (el que mira el espectáculo y el que mira el texto asegurándose de que se dice lo mismo que está en el libreto). También hay algo de público: las hijas del dueño del bar de al lado, el empresario que sale con la primera actriz, los padre del niño que actúa en la obra y algunos invitados del empresario. Cuando está a punto de empezar el ensayo, que empieza retrasadísimo, se cae una parte del decorado.
Capítulo 10 (31-7-1974). Ensayo general II. Por fin empieza el ensayo general y los fotógrafos suben al escenario y desde allí hacen fotos. Pero hay continuas interrupciones por fallos de todo tipo (el decorado está al revés, un actor se pega a una silla recién pintada, no hay tabaco en el bolso de una actriz que debe fumar, una escena subida de tono alarma porque los censores pueden pedir que se corte…). En fin, son más de las tres de la mañana y todavía la función no ha terminado. Cuando lo hace, ya casi nadie del público está en la sala.
Capítulo 11 (14-8-1974). ESTE DEBERÍA HABER SIDO EL CAPITULO 9. Papeles que se consiguen en la cama. Marsillach se excusa por contar lo que va a contar en este capítulo, pues no es bueno para la imagen de derechas del protagonista, Don Fermín Llorens, el autor. Se refiere a que Fermín se lía sentimentalmente con una actriz del TEI, que también es escritora y cantante (Verónica Luján). Esta relación le genera una doble vida que le provoca una gran confusión, pues se lía y no sabe bien cuándo está con su esposa y cuándo con su amante. En realidad, la actriz lo que quiere es quedarse con el papel de la primera actriz de la obra La honradez recompensada... siempre (en España). Al mismo tiempo, su mujer le amenaza con que si se echa “una protegida” le va a montar una escena. Con esta doble vida amorosa, el autor cae enfermo de un cólico hepático.
Capítulo 12 (21-8-1974). El estreno. El público acude en masa al estreno de la obra, pero, como comenta Marsillach, es un público muy especial: los estrenistas. Lo forman en su mayoría personas que no han pagado la entrada. Son el “todo Madrid”, es decir, empresarios, abogados, médicos, políticos… También están los barbudos, que son los autores que nunca han estrenado, los actores, que se dejan ver en busca de un papel, y, por supuesto, el censor. La representación va muy floja en su primera parte, pero Guillermo Marín en cierto momento consigue arrancar del público un aplauso y, a partir de ahí, la obra es un gran éxito. El autor saluda al final de la representación y dice unas torpes palabras de agradecimiento.
Capítulo 13 (28-8-1974). La resaca del estreno y la crítica. Cuándo llega a casa con su mujer, el autor comenta que el público le ha felicitado por cosas que no están en la obra o por cosas que son contradictorias entre sí. Duda de que los espectadores le hayan entendido. A la mañana siguiente, lee las críticas y comprueba que según la tendencia del medio la valoración de su obra varías completamente. Más tarde va al teatro y comprueba que, en el segundo día, apenas hay público. La explicación está en que la butaca cuesta 200 pesetas. Pero el productor piensa convertir la representación en una “obra de vale”. Es decir, de descuento. Va a dar vales a las empresas para que los repartan entre sus empleados ofreciendo un importante descuento en las entradas. Además piensa cambiar a los actores principales por otros más baratos. Con todo esto, el autor duda de si, realmente, su obra es buena. Decide preguntárselo a su mujer y cuando le dice que su obra no vale nada, Fermín le pega una torta en la cara.
Capítulo 14 (4-9-1974). El coloquio. El autor es invitado a asistir en un colegio universitario a un coloquio para hablar de su obra, que está teniendo un gran éxito gracias a los vales. Allí el autor es duramente atacado por los alumnos. Le acusan de plegarse a la censura, de ser un posibilista y un burgués, de solo interesarse por el dinero. Al final, una Jovencita (Amparo Pamplona) le dice que es un “viejo” y que es imposible que se entienda con los jóvenes. Pero esta misma chica invita al autor a tomar una copa y Fermín comienza otra relación fuera del matrimonio. Esta vez con una mujer que siempre dice la verdad.
Capítulo 15 (11-9-1974). El matrimonio roto o La verdad. Después de más de un año, el autor se va a vivir con la Jovencita a un piso en el que casi no hay ni muebles. Allí le cuenta cómo ha sido la ruptura con su esposa la noche anterior, cómo la ha dejado. En realidad, solo le cuenta mentiras porque lo que quería era repartir su vida entre dos amores. La verdad es que su mujer le ha echado de casa. Sin embargo, la Jovencita descubre sus mentiras porque su esposa se las cuenta. Entonces la Jovencita deja al autor, que queda solo y desesperado.
Capítulo 16 (2-10-1974) [4]. Balance de la serie. Marsillach habla a cámara de las cartas y de los comentarios que ha recibido desde que la serie ha estado en antena. Señala, capítulo a capítulo, las incidencias que se han producido, desde los desplazamientos en la programación por culpa del futbol, a la normalidad con que se recibió el capítulo de la censura, pasando por el follón que se armó por mencionar indirectamente a ciertos actores, los fallos en el capítulo del ensayo general, donde a los actores no se les entendía nada o cómo no se escatimaron gastos para hacer el capítulo del estreno. Termina dando las gracias a todos los que han  participado en la serie.

## Visionado
RTVE: https://www.rtve.es/play/videos/silencio-estrenamos/